# 근소포체
근소포체, 근형질세망, 근장그물(sarcoplasmic reticulum, SR)은 세포막에 결합해 있는 근세포의 구조로, 다른 세포에 존재하는 매끈면 소포체와 유사하다. SR의 주요 기능은 칼슘 이온(Ca2+)을 안에 저장하고 농도를 조절하는 것이다. 
세포 안에서 칼슘 이온 농도는 상대적으로 일정하게 유지되며, 세포 바깥의 칼슘 이온 농도보다 10,000배 더 작다. 이런 농도 차이로 인해 세포 내 칼슘 이온은 조금만 증가해도 그 변화가 쉽게 감지되어 세포에 신호 전달 등의 중대한 변화를 일으킬 수 있다. 이때의 칼슘 이온을 이차 전달자라고 한다. 칼슘 이온은 인체 내에서 근수축 등의 신호 전달에 관여한다.  
그러나 세포 내의 칼슘이 너무 많으면 미토콘드리아를 포함한 특정 세포 내 구조의 경화(석회화)를 유발할 수 있으며 세포의 죽음으로 이어질 수 있다. 따라서 세포 내의 칼슘 이온 농도는 항상 엄격하게 조절되어야 하며, 필요할 때 세포로 칼슘을 들여온 다음 농도를 조절하기 위해 다시 세포에서 칼슘이 제거되어야 한다.

## 구조
근소포체는 근세포 전체로 확장되는 세관 네트워크로, 근원섬유(세포의 수축 단위)를 둘러싸고 있다. 그러나 근원섬유와 직접 접촉하지는 않는다.
심근과 골격근 세포에는 가로세관(T-세관)이라고 하는 구조가 있으며, 근소포체에서의 칼슘 방출이 세포 전체에서 동시에 발생하도록 하여 근세포가 더 강하게 수축할 수 있게 한다. 가로세관은 세포 중앙으로 이동한 근초가 확장된 구조이다. T-세관은 SR의 특정 영역인 골격근의 종말수조와 밀접하게 관련되어 있으며 약 12nm의 거리를 두고 떨어져 있다. 두 개의 종말수조와 하나의 T-세관을 묶어서 세동이라고 부르며, 이는 칼슘이 세포 내부로 방출되는 과정에서의 주요한 부분이다.
가로 방향 SR은 종말수조와 그에 접하는 SR 사이를 달리는 더 얇은 구조이며 칼슘 이온 흡수에 필요한 칼슘 통로가 가장 풍부하다. 칼슘 이온의 이동 과정은 아래에서 더 자세히 설명되며 골격근, 심근, 평활근에서 일어나는 흥분-수축 결합 과정의 기본이 된다.

## 칼슘 흡수
SR의 막은 SR 내부로 Ca2+를 펌프질하는 역할을 하는 이온 펌프를 포함하고 있다. SR 내의 칼슘 이온 농도는 세포의 나머지 부분보다 높기 때문에 칼슘 이온은 세포 안에서 SR로 자유롭게 흐를 수 없다. 따라서 SR 내부로 칼슘을 이동시키기 위해서는 에너지를 사용하는 펌프가 필요하다. 펌프는 아데노신 삼인산(ATP)에서 얻는 에너지를 사용한다. 이러한 칼슘 펌프를 SERCA(sarcoendoplasmic reticulum calcium ATPase)라고 한다. SERCA에는 다양한 형태가 있으며 SERCA 2a는 주로 심근과 골격근에서 발견된다.
SERCA는 13개의 소단위(M1-M10, N, P, A로 표시)로 구성된다. 칼슘 이온은 막 내부에 위치한 M1-M10 소단위체에 결합하는 반면 ATP는 SR 외부에 위치한 N, P, A 소단위에 결합한다. 2개의 칼슘 이온이 ATP 분자와 함께 펌프의 세포질 쪽(펌프의 SR 바깥쪽 영역)에 결합하면 펌프가 열린다. 펌프가 열리는 것은 3개의 인산기를 가지고 있는 ATP가 단일 인산기를 방출하며 아데노신 이인산(ADP)으로 전환되기 때문이다. 그러면 방출된 인산기가 펌프에 결합하여 펌프의 구조가 변화한다. 이 구조의 변화로 인해 펌프의 세포질 쪽이 열리고 두 개의 Ca2+가 들어간다. 그런 다음 펌프의 세포질 쪽은 닫히고 SR 쪽이 열려서 Ca2+가 SR로 흡수된다.
심근에서 발견되는 포스포람반(PLB)이라는 단백질은 SERCA가 작동하는 것을 방지한다. PLB는 SERCA에 결합하여 칼슘에 대한 친화성을 감소시켜 칼슘이 SR로 흡수되는 것을 막는다. 세포질에서 Ca2+를 제거하지 못하면 근이완이 일어나지 못하게 되고 근수축도 감소한다. 그러나 아드레날린 및 노르에피네프린과 같은 호르몬은 PLB가 SERCA를 억제하는 것을 막을 수 있다. 이러한 호르몬은 세포막에 위치한 베타-1 아드레날린 수용체에 결합하여 단백질인산화효소 A(PKA)라는 효소를 생성하는 cAMP 의존적 경로를 시작한다. PKA는 PLB에 인산기를 더하는 인산화를 일으켜 SERCA를 억제하는 것을 방지하고 근육이 이완될 수 있도록 한다.

## 칼슘 저장
SR 내부에는 칼시퀘스트린이라는 단백질이 있다. 칼시퀘스트린은 약 50개의 Ca2+에 결합할 수 있으며, Ca2+과 결합하면서 SR 내에 있는 유리된 Ca2+ 양을 감소시킨다. 따라서 유리 칼슘 농도가 낮아져 칼슘 펌프의 작업량이 줄어드는 효과가 있고, SR에 더 많은 칼슘이 단백질과 결합된 형태로 저장될 수 있게 된다. 칼시퀘스트린은 완충제(buffer)라고 불리고 주로 하술할 칼슘 방출 통로와 밀접하게 연관되어 접합부 SR/내강 공간 내에 위치한다.

## 칼슘 방출
SR로부터의 칼슘 방출은 리아노딘 수용체(RyR)를 통해 접합부 SR/종말수조에서 발생한다. 리아노딘 수용체에는 RyR1(골격근에 존재), RyR2(심근에 존재), RyR3(뇌에 존재)의 세 가지 유형이 있다. SR의 리아노딘 수용체를 통한 칼슘 방출은 근육마다 다르게 유발된다. 심근과 평활근에서 발생한 전기적 자극인 활동전위는 칼슘 이온이 세포막(평활근)이나 T-세관 막(심근)에 위치한 L형 칼슘 통로를 통해 세포로 들어가도록 만든다. 이 칼슘 이온은 RyR에 결합하고 활성화시켜 SR에서 세포 내로 칼슘이 나오도록 만들어, 세포 내 칼슘 농도를 더 많이 증가시킨다. 심근과이나 평활근과는 다르게 골격근에서는 L형 칼슘 통로가 RyR에 결합된 상태이다. 따라서 활동전위를 통해 L형 칼슘 통로가 활성화되면 RyR을 직접 활성화시켜 칼슘이 방출되도록 만든다. 또한 카페인은 RyR에 결합하여 RyR을 자극할 수 있다. 카페인은 RyR을 골격근에서는 활동전위, 또는 심장근이나 평활근에서는 칼슘 이온에 더 민감하게 만들어 칼슘이 더 자주 방출되도록 만든다. 이 과정은 카페인이 심박수를 증가시키는 부분적인 원인이기도 하다.
트리아딘과 ASPH는 RyR과 결합한 SR 막에서 발견되는 단백질이다. 이러한 단백질의 주요 역할은 위에서 언급된 칼시퀘스트린을 리아노딘 수용체에 고정시키는 것이다. 생리학적으로 정상적인 SR의 칼슘 농도에서 칼시퀘스트린은 ASPH, 트리아딘, RyR에 결합하여 RyR이 열리는 것을 방지한다. SR 내의 칼슘 농도가 너무 낮아지면 칼시퀘스트린에 결합된 칼슘이 줄어든다. 이로 인해 칼시퀘스트린에 ASPH, 트리아딘, RyR에 결합할 더 많은 공간이 생기므로 결합은 더 단단해진다. 그러나 SR 내의 칼슘 농도가 너무 높게 상승하면 더 많은 칼슘이 칼시퀘스트린에 결합하므로 칼시퀘스트린은 ASPH-트리아딘-RyR 복합체에 덜 단단히 결합하게 된다. 따라서 RyR이 열려서 칼슘 이온을 SR에서 세포 안으로 방출할 수 있다.
PKA가 심근의 이완을 증가시키는 포스포람반(위 참조)에 미치는 영향 외에도 PKA와 CaM 인산화효소 II라는 다른 효소는 리아노딘 수용체를 인산화시킬 수도 있다. 인산화되면 RyR은 칼슘에 더 민감해지므로 더 자주, 그리고 더 오랜 기간 동안 열리고 SR에서 더 많은 칼슘이 방출되도록 해 수축 속도를 증가시킨다. 따라서 심근에서 cAMP 경로를 통해 PKA가 활성화되면 RyR2 인산화를 통해 근수축을 증가시키고, 포스포람반 인산화를 통해 근이완을 증가시켜 심박수를 증가시킨다.
RyR을 통한 칼슘 방출 종료의 기전은 아직 완전히 이해되지 않았다. 일부 연구자들은 이것이 RyR의 무작위 폐쇄(확률적 감소) 또는 칼슘 방출 후에 RyR이 비활성화되기 때문이라고 생각하는 반면, 다른 연구자들은 SR 칼슘의 감소가 RyR의 폐쇄를 유발한다고 주장한다.

## 사후경직에서의 역할
포유류의 사망 이후 근육이 수축하는 현상인 사후경직의 가장 직접적인 원인은 산소를 이용한 세포 호흡이 불가능해진 근세포가 해당과정과 축적되어 있던 크레아틴 인산을 이용하여 ATP를 생산하다가, 결국 이마저도 불가능해져 ATP가 고갈되기 때문이다. 이때 근소포체의 칼슘 축적 능력은 소실되며, 칼슘 이온이 서서히 세포질로 새어 나온다. 올라간 칼슘 이온 농도는 사후경직과 세포의 괴사를 촉진한다. 이 과정에는 단백질분해효소의 일종인 칼파인이 근세포 구성 물질을 분해하는 과정이 포함된다.

## 역사
근소포체를 최초로 발견한 것은 1902년 에밀리오 베라티(Emilio Veratti)로, 광학현미경을 통해 근형질의 그물 모양 구조에 대해 정확히 기술하였다. 그러나 여러 가지 세포생물학적 발견에 의해 이 발견은 잊혀 갔고, 1940년대와 50년대 근육에 관한 문헌에서는 근소포체의 구조를 완전히 무시하였다. 이후 1953년에는 전자현미경을 이용하여 최초로 근소포체 구조를 관찰한 문헌이 발표되었고, 이후 2~3년간 전자현미경으로 근소포체의 상세한 구조를 기술하는 여러 연구들이 이루어졌다. 그 덕에 50년이 넘는 시간이 지나고 나서야 베라티의 발견은 다시 주목을 받게 되었다.